# North Haven, Nam Úc
North Haven là một vùng ngoại ô của Thành phố Port Adelaide Enfield ở miền tây nam thành phố Adelaide, thủ đô tiểu bang Nam Úc, nước Úc. Mã bưu điện của ngoại ô là 5018 Các vùng liền kề là Osborne, Outer Harbor, Woodville Gardens. Nó được nối liền với phía Bắc và Đông bằng đường Oliver Rogers và Victoria, và tới phía nam bằng đường Marmora Terrace và phái Tây bằng vịnh Saint Vincent.